# اچ‌ام‌سی‌اس ساکویل (کی۱۸۱)
اچ‌ام‌سی‌اس ساکویل (کی۱۸۱) (به انگلیسی: HMCS Sackville (K181)) یک کشتی است که طول آن 62.5m (205ft) می‌باشد. این کشتی در سال ۱۹۴۱ ساخته شد.